# Liste de médecines non conventionnelles
Cette liste a pour objet de recenser les médecines non conventionnelles ou médecines traditionnelles qui sont également connues sous les noms de médecines alternatives, médecines parallèles, médecines holistiques, médecines naturelles ou encore médecines douces. Elles sont aussi qualifiées de pseudo-médecines car leur efficacité au-delà de l'effet placebo n'est généralement pas, ou insuffisamment, démontrée scientifiquement. Ne peuvent figurer dans cette liste que les thérapies présentant une notoriété suffisante, c'est-à-dire connues a un niveau au moins national, voire international. Ce référencement est un état des lieux encyclopédique et ne peut être utilisé pour faire la promotion d'une nouvelle thérapie quelle qu’elle soit. Ne peuvent figurer non plus des préparations médicinales isolées (ex : une décoction) ou des techniques thérapeutiques très spécifiques (ex : prise de poul) qui ne constituent pas des systèmes médicaux à part entière. De même, les pratiques sportives, même si elles peuvent contribuer au maintien de la santé ne peuvent apparaître ici sauf si elles ont été conçues avec des visées curatives majeures.
Cette liste concerne les thérapies qui proposent de traiter les maladies ou dysfonctionnements physiques. Pour les thérapies qui sont plus spécifiquement à visée psycho-thérapeutique, voir Liste des psychothérapies.
En France, certaines de ces thérapies sont listées par la Mission interministérielle de vigilance et de lutte contre les dérives sectaires (Miviludes) parmi les thérapies à risque d'abus de faiblesse ou de dérive sectaire dans son Guide santé et dérives sectaires. Elles peuvent présenter un risque vital dans le cas de maladies graves lorsqu'elles sont exclusivement utilisées à la place de traitements conventionnels efficaces.
- Haut – A
- B
- C
- D
- E
- F
- G
- H
- I
- J
- K
- L
- M
- N
- O
- P
- Q
- R
- S
- T
- U
- V
- W
- X
- Y
- Z

## A
- Acupuncture : d'origine chinoise, application de très fines aiguilles en certains points du corps, sur le parcours de "méridiens" d'énergie.
  - Accupression : technique de stimulation par la pression des doigts des points d'acupuncture
  - Apipuncture : stimulation des points d'acupuncture par du venin d'abeille (voir apithérapie)
  - Moxibustion : technique de stimulation par la chaleur des points d'acupuncture
- africaine (Médecine traditionnelle)
- Alexander (technique) : méthode qui consiste à reconnaître et à modifier les réactions psychologiques et kinesthésique
- Alicament : aliments utilisés pour leurs propriétés thérapeutiques
- Alimentation dissociée : régime alimentaire consistant à ne pas mélanger tous les aliments entre eux.
- Amaroli ou urinothérapie : Consiste à boire sous certaines conditions une partie de son urine pour stimuler les défenses de l'organisme
- Anma (massage) (voir Massage)
- Médecine anthroposophique : fondée sur l'anthroposophie
- Apithérapie : utilisation des produits des abeilles en vue d'améliorer et de maintenir la santé
- Aromathérapie : branche de la phytothérapie qui utilise des huiles essentielles de plantes
- Auriculothérapie : repose sur l'hypothèse d'une correspondance entre l'oreille externe et les différents organes du corps
- Ayurvéda : médecine traditionnelle de l'Inde

## B
- Bach (Thérapie florale de) : utilisation de 38 élixirs floraux (les fleurs de Bach) qui visent à agir sur les états émotionnels
- Balnéothérapie : utilisation des bienfaits de l'eau et des bains. Méthode à rapprocher du thermalisme
- Bates (Méthode) : améliorer la vision par le biais d'exercices relaxants et de mouvements oculaires
- béninoise (Médecine traditionnelle)
- Biodanza : utilisation d'exercices dansés visant un mieux-être - voir aussi eurythmie.
- Biofeedback : technique fondée sur la visualisation à l'aide d'appareils électriques des signaux physiologiques d'un sujet. Elle vise à permettre au sujet de contrôler ces signaux
- Biokinergie
- Biorésonance : technique se proposant de détecter l'origine des maladies en mesurant à l'aide de divers appareils des "anomalies électromagnétiques". A rapprocher de la Photographie Kirlian
- Biorythme : thérapie basée sur la prise en compte de trois cycles biologiques
- Bowen (Technique)

## C
- Chélation (Thérapie par) : retrait du sang de supposées toxines ou d'ions calcium
- chinoise (Médecine traditionnelle) : ensemble de thérapies inspirées de traditions médicales chinoises
  - Herbologie chinoise : prescrire des plantes médicinales selon les principes de la médecine traditionnelle chinoise
- Chiropratique : ou chiropraxie/chiropratie (termes non officiels) : troisième profession de la santé au monde, sa pratique est fondée sur des ajustements vertébraux de façon à libérer les interférences nerveuses qui y sont rattachées. Ainsi, le chiropraticien met de l'emphase sur la capacité du corps à s'autoguérir. La chiropratique a pour but d'optimiser la santé par les ajustements chiropratiques ainsi que par des prescriptions d'exercices physiques et nutritionnels, etc. Il peut également faire du travail musculaire, faire des analyses de postures, etc. Dans plusieurs pays, il a le droit au diagnostic.
- Chirurgie psychique : sorte d'opérations pratiquées à main nue sur le corps du patient et ne laissant aucune trace d’incision. Les guérisseurs philippins et brésiliens sont notamment connus pour cette pratique.
- Chromathérapie : utilisation des couleurs pour soulager les pathologies.
- Coréenne (Médecine traditionnelle)
- Crénothérapie ou cure thermale correspond à l'utilisation des eaux minérales naturelles dans un but thérapeutique - voir aussi Balnéothérapie, Thalassothérapie et Hydrothérapie
- Crudivorisme : pratique alimentaire qui promeut la consommation de nourriture non cuite.

## D
- Daoyin (voir Tao Yin)
- Dentisterie holistique : elle ne considère pas la dent comme un organe isolé du reste du corps mais comme un élément vivant en interaction permanente avec l'individu à de multiples niveaux
- Détoxication : thérapie (souvent un régime alimentaire) prétendant éliminer des toxines présentes dans le corps
- Médecine dosimétrique : méthode basée sur l'utilisation des alcaloïdes des plantes
- Do In : technique d'automassage proche du Shiatsu utilisant la pression des doigts, c'est une des versions manuelle de l'acupuncture
- Drainage lymphatique manuel méthode Vodder

## E
- Électrothérapie : consiste en l'emploi de faibles courants électriques dans un but thérapeutique
- Étiopathie : traitement manipulatif des os et des viscères proche de l'ostéopathie et de la chiropraxie
- Eurythmie : une thérapie complémentaire à la médecine anthroposophique
- Eutonie : prise de conscience corporelle visant un mieux être

## F
- Fangothérapie : application de boues d'origine volcanique (fangoïdes), en cataplasme, à des fins thérapeutiques (rhumatisme, arthrose...). Voir aussi bain de boue
- Fasciathérapie ou fasciapulsologie : Libération des fascias par le toucher
- Méthode Feldenkrais: pédagogie où les élèves prennent conscience de leur mouvement dans l’espace et dans leur environnement, et des sensations kinesthésiques qui y sont reliées.
- Feng shui : art chinois dont le but est d'harmoniser l'énergie (le Qi) d'un lieu de manière à favoriser la santé, le bien-être et la prospérité de ses occupants
- Fleurs de Bach (voir Bach (Thérapie florale de))

## G
- Gélothérapie : est une thérapie basée sur le rire
- Gemmothérapie : branche de la phytothérapie qui utilise les tissus embryonnaires des végétaux (jeunes-pousses, bourgeons, radicelles)
- Géobiologie : est l'étude des influences de l'environnement sur le vivant, et notamment des ondes liées aux champs magnétiques et électriques, courants d'eau souterrains, réseaux métalliques, failles géologiques, etc.
- Cercle des amis de Bruno Gröning : soins par voie spirituelle selon l'enseignement du guérisseur allemand.
- Gua sha : est une médecine traditionnelle chinoise et une pseudo-médecine.
- Guérisseur : personne qui guérit par des moyens empiriques ou magiques, en vertu de dons particuliers supposés ou à l'aide de recettes personnelles

## H
- Méthode Hamer : traitement du cancer d'après Ryke Geerd Hamer, particulièrement controversé, son auteur fut condamné à trois ans de prison ferme en 2004.
- Haptonomie : méthode de préparation affective à la naissance, communication avec le bébé, gestion de la douleur durant l'accouchement.
- Héliothérapie : méthode de soin préconisant l'usage des rayonnements solaires.
- helminthique (thérapie) : approches curatives utilisant des organismes parasites comme les vers intestinaux.
- Hirudothérapie :  thérapie utilisant des sangsues.
- Homéopathie : traitement consistant à administrer au malade des doses infinitésimales d'un médicament qui à doses normales provoque des symptômes semblables à la maladie que l'on chercher à soigner.
- Hydrothérapie : toutes utilisations de l'eau à des fins thérapeutiques, comprend le thermalisme, la balnéothérapie, la thalassothérapie et la crénothérapie

## I
- Instinctothérapie : pratique alimentaire crudivore consistant à laisser l'instinct alimentaire réguler le fonctionnement du métabolisme.
- intégrative (Médecine) : désigne le recours simultané à la médecine conventionnelle et aux médecines alternatives dans le suivi d'un patient
- Iridologie : technique de diagnostic et de prévention basée sur l’examen minutieux de l’iris
- Infrathérapie : forme de thermothérapie à base d'infrarouges longs, dont la source naturelle est le soleil

## J
- Jeûne thérapeutique : nettoyage du corps humain par la privation ou la limitation de l'alimentation

## K
- Kallawaya : médecins itinérants du nord de la cordillère andine.
- Kampo (Médecine) : Médecine traditionnelle japonaise
- Katsugen Undo : technique japonaise utilisant des mouvements involontaires et l'énergie du Ki visant à restaurer l'harmonie naturelle du corps (le Seitai)
- Kinésiologie appliquée : diagnostiquer et traiter des maladies physiques ou psychologiques à l'aide du mouvement des muscles

## L
- Lithothérapie : utilisation de cristaux, roches et minéraux à des fins thérapeutiques.
- Lomilomi : massage hawaïen.
- Luminopuncture : technique qui remplace l'aiguille de l'acupuncture classique par un faisceau infrarouge. Elle est utilisée pour des soins esthétiques et médicaux.
- Luminothérapie : traitement par l'exposition à la lumière de troubles dépressifs saisonniers.

## M
- Macrobiotique : alimentation à visée énergétique et de santé
- Magnétisme animal : imposition des mains par des magnétiseurs
- Magnétothérapie : vise à soigner les maladies en utilisant des aimants
- Magnified Healing : méthode qui apporte la guérison par transmission d'énergie
- Manupuncture : il s'agit de réguler l’énergie qui circule dans le corps en exerçant des pressions sur la main
- Massothérapie : techniques manuelles visant le mieux-être grâce à l'utilisation des massages
  - Anma (massage) : massage d'origine chinoise qui vise à atteindre un état profond de relaxation et de bien-être intérieur
  - Massage cachemiri : massage indien à visée relaxante
  - Massage hawaïen Lomilomi : vise un mieux-être général
  - Massage thaï : vise à libérer des lignes d’énergie bloquées considérées comme la cause des maladies
  - Rolfing : technique de massage global continu du tissu conjonctif profond
- Médecine énergétique ou « Energo Chromo Kinèse » : thérapie mystique
- Méditation : regroupe plusieurs techniques de concentration qui, en dehors de leur visée spirituelle, sont parfois utilisées à des fins de relaxation et pour lutter contre le stress
- Mézières (méthode) : méthode de rééducation posturale
- Microkinésithérapie : technique manuelle qui vise à trouver dans l'organisme les « traces » d'événements traumatiques puis de stimuler les zones concernées pour déclencher les mécanismes d'auto-correction
- Supplément alimentaire minéral miraculeux, ou MMS : Traitement à base d'eau de javel et de citron censé guérir un grand nombre de maladies
- Mongole (médecine traditionnelle)
- Musicothérapie : composante de l'art-thérapie, elle consiste à utiliser la musique comme outil thérapeutique
- Mycothérapie : utilisation des champignons à des fins médicales.

## N
- Naturopathie : vise à rééquilibrer ou garder le fonctionnement de l'organisme par des moyens dits « naturels » : rééquilibrage  alimentaire, hygiène de vie, phytothérapie, réflexologie, exercices physiques, relaxation... à tous les âges de la vie.
- Neuralthérapie : injection dermique d’une faible quantité de procaïne destinée à traiter des maladies aiguës ou chroniques grâce à son action supposée sur le cerveau.
- Nutrition Seignalet : régime alimentaire proscrivant les aliments à base de céréales mutées (blé, maïs, seigle…) ainsi que les produits laitiers animaux. Les aliments crus ou cuits à basse température (maximum 110 °C) sont conseillés. Les aliments biologiques sont privilégiés.

## O
- Oligothérapie : corriger un dysfonctionnement métabolique en administrant des oligo-éléments
- Organothérapie : consiste en l'utilisation d'extraits de tissus ou d'organes de même nature que l'organe déficient à traiter
- Orgone : désigne une forme d'énergie qui aurait été découverte par le docteur Wilhelm Reich.
- Orthomoléculaire (médecine) : traiter par l'apport optimal de substances naturellement connues et reconnues par l'organisme
- Orthothérapie : consiste à rétablir un ensemble d'éléments physiques dans un équilibre idéal par des mobilisations passives, actives, contrariés dans un climat de compréhension et conseils préventifs.
- Ostéopathie : thérapie fondée sur des manipulations manuelles. Proche de la chiropraxie et de l'étiopathie
- Ozonothérapie : a pour but de traiter différentes affections et symptômes en utilisant les propriétés chimiques de l'ozone.

## P
- Pélothérapie : bains de boue en station thermale
- Phytothérapie : utilisation des plantes médicinales
- Pilates (méthode) : système d'exercice physique visant à rééquilibrer les muscles du corps
- Pratique du secret : pratique populaire associant une courte prière et une gestuelle destinée à guérir des affections, généralement dermatologique.
- Pratique énergétique : désigne toutes les pratiques qui utilisent un sens dérivé du mot « énergie »
- Psychanalyse : méthode d’exploration de l’inconscient basée sur la parole, visant à identifier les conflits psychiques à l’origine des troubles mentaux.
- Psychogénéalogie : méthode consistant à rechercher les événements, traumatismes, secrets, conflits vécus par les ascendants d'un sujet et qui conditionneraient ses troubles psychologiques, ses maladies, et ses comportements

## Q
- Qi gong : mouvements accompagnés de respirations et de visualisations mentales qui vise un mieux être général de l'esprit et du corps
- Médecine quantique : discipline incorporant le jargon de la physique quantique dans un discours à prétention médicale, pour produire un galimatias pseudo-scientifique

## R
- Radiesthésie : utilisation d'un pendule ou d'une baguette permettant (entre autres) de diagnostiquer la maladie et le traitement adéquat
- Rebouteux : techniques empiriques et intuitives, avec des gestes supposés être quasi-innés ou transmis, de guérison des douleurs, fractures et luxations notamment. Encore parfois très présent dans la tradition populaire et rurale.
- Réflexologie : techniques de manipulations et pressions exercées sur l'ensemble des pieds, des mains ou du visage, destinées au rétablissement d'une meilleure circulation dans l'ensemble du corps
  - Réflexologie plantaire
  - Réflexologie des mains
  - Réflexologie faciale ou Dien Chan
  - Réflexologie auriculaire
- Relâchement myofascial : branche de l'ostéopathie dont l'objectif est de lever les tensions myofasciales créées par les traumatismes principalement physiques, mais également psychiques.
- Reiki : soin dit « énergétique » par imposition des mains.
- Résonance ou Biorésonance : thérapie consistant à repérer des « anomalies électromagnétiques » au sein des organes et de les rectifier en envoyant des signaux électriques de très faible intensité.
- Respirianisme ou Inédie : thérapie consistant à arrêter de s'alimenter, considérant que la lumière du soleil fournit de l'énergie à l'organisme. Plusieurs condamnations ont été prononcées envers des praticiens à la suite de plusieurs décès d'adeptes de cette technique.
- Rolfing :  alignement du corps humain par rapport à la gravité de la Terre.
- Ruqiya : guérison de la sorcellerie, djinns et mauvais œil par des versets du Coran et la tradition prophétique.

## S
- Science chrétienne : mouvement religieux visant la guérison physique à l'aide du retour à la foi chrétienne primitive
- Secret (pratique du) : traitement par des prières ou incantations transmises secrètement.
- Shiatsu : technique orientale de pression manuelle sur des points précis, méthode proche du Do In, une des versions manuelle de l'acupuncture
- Siddha (Médecine) : médecine traditionnelle originaire du sud de l'Inde.
- Méthode Simonton ou Psycho-oncologie : traitement du cancer par soin psychique.
- Somatopathie[3] : thérapie manuelle avec une approche manuelle et informationnelle fondée sur l'ostéopathie, inspirée des travaux de Maurice Raymond POYET, et complétée avec une compréhension des somatisations et émotions vécues personnellement ou transmises entre générations.
- Sonothérapie : utilise les sons et les vibrations dans un but thérapeutique. C'est une technique de bien-être par le massage sonore
- Sophrologie : étudie les modifications de la conscience humaine
- Spagyrie : fabrication de remèdes selon les principes de l'alchimie
- Sylvothérapie : cure d'air sain en forêt.

## T
- Tai-chi-chuan : art martial interne chinois aux mouvements lents et circulaires, visant un mieux être général à la fois psychologique et physique, une harmonie avec l'univers.
- Tao Yin : forme de gymnastique douce d'origine chinoise (proche du Qi gong) visant à préserver ou à rétablir la santé et à prolonger la vie
- Thalassothérapie : utilisation dans un but préventif ou curatif du milieu marin. Voir aussi Balnéothérapie, Crénothérapie et Thermalisme
- Thérapie énergétique : utilisant un concept dérivé du mot énergie, désignant des forces invisibles, des divinités etc.
- Thérapie manuelle : art de soigner avec les mains.
- Thermalisme : ou crénothérapie concerne l'utilisation des eaux minérales à des fins thérapeutiques ou de bien-être. Méthode à rapprocher de la balnéothérapie
- Thermodermie : méthode utilisant l'alternance de dépressions et la diffusion intradermique éventuellement pulsée, d'un rayonnement rouge et infrarouge accompagnée d'un contrôle des températures cutanées.
- Tibétaine (médecine traditionnelle) : combine une approche complexe de diagnostic avec l'utilisation de plantes et de minéraux.
- Toucher thérapeutique : méthode prétendant détecter et rééquilibrer le fluide énergétique des malades
- Trame : méthode qui a pour but d'éliminer le trop-plein émotionnel grâce à une libération progressive des émotions, permettant une meilleure circulation de l’énergie[4].

## U
- Urinothérapie : pratique consistant à utiliser sa propre urine à des fins thérapeutiques, par ingestion, application cutanée ou inhalation.

## V
- Ventouses : Application de ventouse sur la peau, avec ou sans scarification.
- Vertébrothérapie : traitement des problèmes mécaniques du dos par des sur actions sur la colonne vertébrale et le sacrum
- Vietnamienne (médecine traditionnelle) :  médecine traditionnelle pratiquée par les habitants du Viêt Nam, inspirée de la médecine traditionnelle chinoise.

## Y
- Yogathérapie : regroupe diverses techniques consistant généralement en la tenue de postures accompagnées d'exercices respiratoires. En dehors de sa dimension spirituelle, le yoga pratiqué en occident vise généralement à réduire le stress et à atteindre un mieux-être général
- Yunâni : il s'agit de la médecine grecque antique qui connait aujourd'hui des développements dans plusieurs médecines traditionnelles du Moyen-Orient et d'Extrême-orient, notamment l'ayurvéda

## Z
- Zoothérapie : utilisation d'animaux (chiens, chats, chevaux, etc.) dans un but thérapeutique, notamment pour améliorer le bien-être émotionnel et social des patients.

- Haut – A
- B
- C
- D
- E
- F
- G
- H
- I
- J
- K
- L
- M
- N
- O
- P
- Q
- R
- S
- T
- U
- V
- W
- X
- Y
- Z